# 교쿠센도

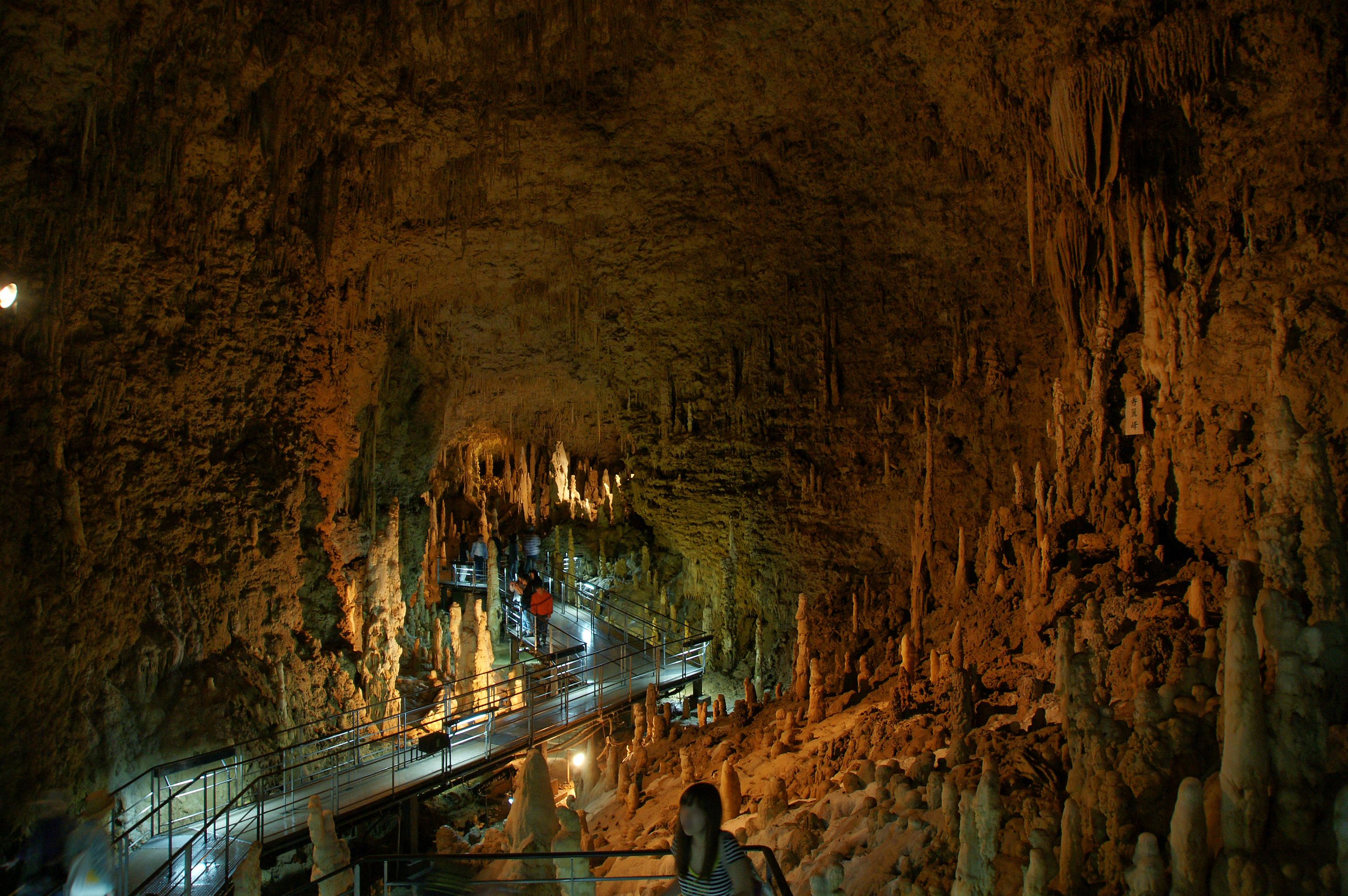
교쿠센도

교쿠센도(일본어: 玉泉洞)는 일본 오키나와현 난조시에 있는 석회암 동굴이다. 동굴군의 일부는 오키나와 월드의 일부로서 공개되어 있다.